# Idaea parallelaria
Idaea parallelaria là một loài bướm đêm trong họ Geometridae.